# Поджардо
Поджа̀рдо (на италиански: Poggiardo, на местен диалект lu Pusciàrdu, лу Пушарду) е градче и община в Южна Италия, провинция Лече, регион Пулия. Разположено е на 87 m надморска височина. Населението на общината е 6175 души (към 2011 г.).